# Ballstraße 12 (Quedlinburg)

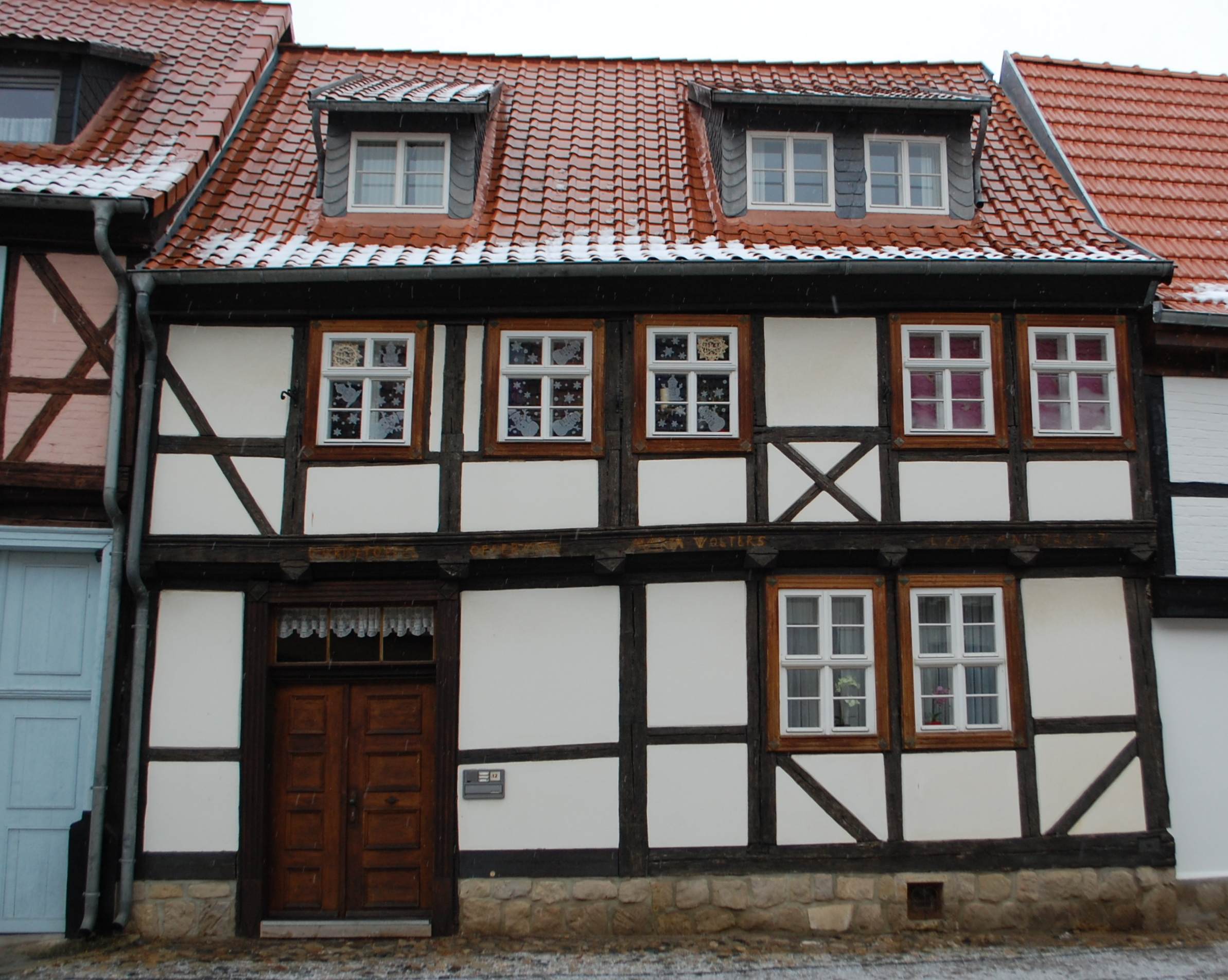
Ballstraße 12

Das Haus Ballstraße 12 ist ein denkmalgeschütztes Gebäude in der Stadt Quedlinburg in Sachsen-Anhalt.

## Lage
Es befindet sich im östlichen Teil der historischen Quedlinburger Neustadt und gehört zum UNESCO-Weltkulturerbe. Direkt südlich grenzt das gleichfalls denkmalgeschützte Haus Ballstraße 11 an.

## Architektur und Geschichte
Das zweigeschossige Fachwerkhaus entstand nach einer an der Stockschwelle befindlichen Inschrift im Jahr 1697. Bauherren waren Christoff Oppermann und Maria Wolters. An den Baumeister erinnert das Baumeistermonogramm L.Z.M. Im Quedlinburger Denkmalverzeichnis ist das Gebäude als Wohnhaus eingetragen. Die Fachwerkfassade ist mit Fußstreben, Andreaskreuzen, Pyramidenbalkenköpfen, Profilen an der Schwelle und Füllhölzern verziert.
In der Zeit um 1840 wurde die Haustür des Gebäudes erneuert.